# Amphiesma inas
Amphiesma inas este o specie de șerpi din genul Amphiesma, familia Colubridae, descrisă de Laidlaw 1901. A fost clasificată de IUCN ca specie cu risc scăzut. Conform Catalogue of Life specia Amphiesma inas nu are subspecii cunoscute.